# Janus Zuijderveldt
Adrianus Cornelis Willem (Janus) Zuijderveldt ('s-Gravenhage, 14 maart 1815 - aldaar, 17 november 1863) was de eerste custos ("opzichter") van Museum Meermanno.

## Biografie
W.H.J. baron van Westreenen van Tiellandt (1783-1848), de stichter van het museum, had bij testament bepaald dat in zijn huis een custos moest wonen om toezicht te houden op de collectie. Zuijderveldt was in dienst van Van Westreenen, eerst als jager, en werd door hem bij testament aangewezen als (eerste) custos. In die tijd leerde Van Westreenen hem al het een en ander over bibliotheekbeheer. Vanaf 1838 was Zuijderveldt ook in dienst van de Koninklijke Bibliotheek, als 2e assistent.
Op 2 september 1849, officiële overdracht van het museum aan de hoofdbestuurder, trok Zuijderveldt met zijn gezin in in het pand aan de Prinsessegracht, zoals Van Westreenen had bepaald. In die eerste jaren waren er door verbouwingen nog veel ongemakken voor de bewoners. Maar voor Zuijderveldt was het in ieder geval een financiële verbetering.
In 1852 werd er voor het eerst een kind geboren in het museum, maar dat bleef slechts kort in leven. Zuijderveldt leed aan epileptische aanvallen die steeds erger leken te worden. In mei 1852 wurgde hij in een aanval bijna zijn vrouw en schoonmoeder waarna hij enkele maanden in een inrichting werd opgenomen. Daarna zorgde de hoofdbestuurder Johannes Willem Holtrop dat er bewakers aanwezig waren voor het geval er weer een aanval zou komen; een aanval kwam bijvoorbeeld weer op de dag van de opening van het museum voor publiek op 7 oktober 1852. Later volgden heftiger aanvallen: in mei 1857 volgde een ernstige aanval waarbij hij zijn drie kinderen alleen achterliet in het huis waarvan de deur openstond nadat hij dat in razernij verlaten had (zijn vrouw was enkele maanden ervoor overleden). Deze toestand leek de hoofdbestuurder onhoudbaar waarop werd onderhandeld over een 'vertrekvergoeding'. Op 1 november 1857 was dat rond en kreeg Zuijderveldt een jaarlijkse vergoeding van ƒ 1000 waarbij hij tegelijkertijd afstand deed van de rechten die hem op grond van het testament waren toegekend.
De opvolger Campbell ging toen als custos waarnemen, zonder daarvoor vergoed te worden, maar volgde Zuijderveldt uiteindelijk officieel op na diens overlijden in 1863.